# Lomanoticola insolens
Lomanoticola insolens is een eenoogkreeftjessoort uit de familie van de Splanchnotrophidae. De wetenschappelijke naam van de soort is voor het eerst geldig gepubliceerd in 1895 door T. & A. Scott.